# Prosobonia
Prosobonia là một chi chim trong họ Scolopacidae.

## Các loài
- Prosobonia parvirostris (Peale, 1848)
- Prosobonia cancellata (J.F. Gmelin, 1789) †
- Prosobonia leucoptera (J.F. Gmelin, 1789) †
- Prosobonia ellisi Sharpe, 1906 Bản mẫu:Éteint